# Põldmaa
Põldmaa – wieś w Estonii, w prowincji Tartu, w gminie Vara.